# نيكولا بيترانجيلي
نيكولا بيترانجيلي (بالإيطالية: Nicola Pietrangeli)‏ مواليد 11 سبتمبر 1933 في تونس، هو لاعب كرة مضرب إيطالي سابق بدأ مسيرته كمحترف سنة 1968 وكان يلعب باليد اليمنى، اعتزل اللعب في 1973. كما أنه أحد أبطال الجراند سلام. أعلى تصنيف له في الفردي كان المركز الـ 3 في سنة 1959. سبق أن شارك في دورة الألعاب الأولمبية الصيفية.

## النهائيات

### الفردي (الألقاب 2, الوصافة 2)
| الحصيلة | السنة | البطولة          | المنافس في النهائي | النتيجة في النهائي      |
| ------- | ----- | ---------------- | ------------------ | ----------------------- |
| الفوز   | 1959  | البطولة الفرنسية | يان فيرماك         | 3–6, 6–3, 6–4, 6–1      |
| الفوز   | 1960  | البطولة الفرنسية | لويس أيالا         | 3–6, 6–3, 6–4, 4–6, 6–3 |
| الوصافة | 1961  | البطولة الفرنسية | مانويل سانتانا     | 6–4, 1–6, 6–3, 0–6, 2–6 |
| الوصافة | 1964  | البطولة الفرنسية | مانويل سانتانا     | 3–6, 1–6, 6–4, 5–7      |

### الزوجي (الألقاب 1, الوصافة 2)
| الحصيلة | السنة | البطولة          | الشريك          | المنافس في النهائي     | النتيجة في النهائي |
| ------- | ----- | ---------------- | --------------- | ---------------------- | ------------------ |
| الوصافة | 1955  | البطولة الفرنسية | أورلاندو سيرولا | فيك سيكساس توني ترابرت | 1–6, 6–4, 2–6, 4–6 |
| الوصافة | 1956  | بطولة ويمبلدون   | أورلاندو سيرولا | ليو هود كين روزوول     | 5–7, 2–6, 1–6      |
| الفوز   | 1959  | البطولة الفرنسية | أورلاندو سيرولا | روي إيمرسون نيل فريزر  | 6–3, 6–2, 14–12    |

## الميداليات
| الميدالية | المسابقة                        |
| --------- | ------------------------------- |
| ذهبية     | ألعاب البحر الأبيض المتوسط 1963 |
| برونزية   | ألعاب البحر الأبيض المتوسط 1963 |

## روابط خارجية
- نيكولا بيترانجيلي على موقع IMDb (الإنجليزية)
- نيكولا بيترانجيلي على موقع ديسكوغز (الإنجليزية)

- نيكولا بيترانجيلي على موقع رابطة محترفي التنس (الإنجليزية)
- نيكولا بيترانجيلي على موقع الاتحاد الدولي لكرة المضرب (الإنجليزية)
- نيكولا بيترانجيلي على موقع كأس ديفيز (الإنجليزية)
- نيكولا بيترانجيلي على موقع قاعة مشاهير كرة المضرب الدولية (الإنجليزية)
- نيكولا بيترانجيلي على موقع خلاصة التنس.كوم (الإنجليزية)
- نيكولا بيترانجيلي على موقع أوليمبيديا (الإنجليزية)